# NTD TV
NTD 텔레비전(영어: New Tang Dynasty Television), 한자로 신당인TV(중국어: 新唐人電視台)는  2001년 파룬궁 인들이 설립한 뉴욕시에 본사를 둔 미국의 다국어 텔레비전 방송국으로서 심신수련단체인 파룬궁과는 전혀 별개로서 독립적으로 운영되고 있는 독립 매체이다. 
1992.5.13. 중국 길림성 장춘시에서 시작된 심신수련법 파룬궁은 일체 비용을 받지 않았고 수련효과가 탁월하여 중국공산당 정부의 지지하에 중국 전역에 퍼져 나갔고 공산당 통계에 의하면 4년만에 수련자 수가 7천만명 내지 1억 2천만명이 될 정도로 확산되었다. 파룬궁의 핵심적인 가르침인 진실(眞) 선량(善) 인내(忍)를 믿고 실천하는 사람이 늘어나자 거짓과 폭력을 수단으로 유지되는 중국공산당 일당독재의 전모가 폭로될 것을 두려워한 당시 장쩌민(江澤民)은  파룬궁을 뿌리째 없애기로 작정하고 1999.7.20.부터 파룬궁 탄압을 시작하였다. 당시 정치국 상무위원 7명 중 장쩌민을 제외한 6명은 모두 파룬궁 탄압에 반대하였다. 그들은 파룬궁이 심신건강에 유익한 좋은 수련법이라는 것을 알고 있었고 그들의 기족들이 모두 파룬궁을 수련하고 있었기 때문이다.  7년 동안 장려했던 파룬궁을 갑자기 탄압하기 위해서 명분이 필요했던 장쩌민은 파룬궁에 사이비 종교라는 모자를 씌웠고 3개월 이내에 파룬궁을 뽑겠다고 호언장담하면서, 나치의 게슈타포에 해당하는 파룬궁 탄압전문조직 '610사무실'을 조직한 뒤 국가예산의 4분의 1이라는 천문학적 자금을 투입하였다.  2001년 1월 톈안먼 분신자살극을 조작하여 전세계로 거짓 선전을  펼쳤으나 결국 유엔 교육발전기구(IED)에서 거짓으로 드러나 국제적 망신을 당하게 되었다. 장쩌민과 중국공산당은 파룬궁 탄압을 전세계로 확대하였고, 세계 언론을 매수하여 파룬궁 탄압에 관한 보도를 원천적으로 차단하였다. 
자유를 찾아 미국으로 온 파룬궁 수련생 일부가 미국에 온 뒤, 자유민주주국가인 미국 언론에서도 파룬궁 탄압에 대한 실상이 일체  보도되지 않는 것을 확인하고 2001년 애틀란타의 허름한 지하실에서 중문 대기원시보(大紀元時報)를 창간하였는데 이것이 바로 현재 유료 구독자 면에서 약 1300개 미국 매체 중 4위에 랭크되고 있는 에포크타임스(The Epochtimes)이다.  NTD TV는 그 자매 방송사로서 에포크미디어 그룹에 소속도되어 있다.  
2003년 중국에서 창궐했던 사스(SARS), 2019년의 우한폐렴(Covid-19), 중국 내 정치상황 등 중국에 관한 특종 뉴스는 대부분 에포크미디어그룹 매체들이 보도하고 있으며 에포크 미디어는 미국에서 공정성 평가에서 1위에 올라와 있다. 
중국공산당은 에포크타임스와 NTD TV등 매체를 통해서 중국의 치부가 폭로되는 것을 두려워한 나머지 총력을 기울여 이 매체들을 공격하고 있다.  뉴욕타임스를 매수하여 이 매체들과 파룬궁과 션윈예술단을 공격하고 있는 것이 그 예이다. 진실보도를 생명으로 하는 NTD TV는 시대적 사명을 다해나가고 있다.
최근 백악관에서 트럼프가 질문하는 NTD TV 기자에게 연속하여, Good!, Fresh!, Good Group!이라고 극찬한 것은 NTD TV의 위상을 반영하는 하나의 사례이다.(중문 NTD TV 유튜브채널 "新唐人電視台" 2025.6.28.자 "川普稱讚新唐人大紀元 很棒的團體"참조)
NTD TV는 중국 전통 문화와 서양 고전 예술에 대한 내용을 주로 방송하며, 중국 인권 문제와 중국 공산당의 권력 남용에 대한 광범위한 뉴스를 보도하고 있다.
2004년 크리스천 사이언스 모니터는 NTD를 "미국 최초의 독립 중국어 텔레비전 방송국"이라고 불렀으며, 2007년 월스트리트 저널은 NTD가 "내부 갈등과 조직 부족으로 분열된 중국의 민주화 반체제 인사들을 위한 플랫폼 역할을 하고 있다"고 밝혔다.
NTD TV는 위성으로 중국대륙에 검열 없이 들어가는 유일한 방송으로 알려져 있으므로 중국내 판매를 원하는 제조업체나 중국인들에게 진실한 정보를  전하고자 하는 개인, 민간단체, 정부, 지자체 단체 등이 이 매체를 선호하고 있다.

## 파룬궁과의 관계
NTD는 에포크타임스 및 희망의 소리와 함께 서방으로 이주한 파룬궁 수련자들에 의해 설립되었다. 초기에는 직원 중 상당수는 시간과 봉사를 자원하는 파룬궁 수련자들이었으나 지금은 일반 주요 매체들과 똑같은 방식으로 파룬궁 수련 여부와 관계 없이 능력 위주로 사람들을 선발 배치 운용하고 있다. 이종 전 회장은 월스트리트저널 과의 인터뷰에서 회사의 원래 목적은 " 파룬궁의 목소리를 대변하는 것"이었지만 "미디어도 중국의 민주주의를 촉진시키는 데 큰 역할을 할 수 있다"고 말했다.
NTD는 NTD Evening News, NTD Business News, China in Focus, Capital Report, NTD UK News 및 기타 프로그램을 포함하여 관리되는 유튜브 채널을 통해 정기적으로 프로그램을 방송한다.
2019년 NTD는 전 브레이트바트 뉴스 회장이자 도널드 트럼프의 고문이었던 스티브 배넌이 제작한 통신회사 화웨이 와 중국 정부에 관한 다큐드라마 영화 붉은 용의 발톱 (영어: Claws of the Red Dragon )을 제작했다.배넌은 제작 과정에서 그가 요청할 때 NTD가 항상 충분한 자금을 제공할 수 있었다고 말했다.

## 주
1. ↑  “NTD”. 2008년 1월 5일에 원본 문서에서 보존된 문서. 2009년 8월 18일에 확인함.
2. 1 2  Chen, Kathy (2007년 11월 15일). “Chinese Dissidents Take On Beijing Via Media Empire”. 《The Wall Street Journal》 (미국 영어). 2017년 8월 9일에 원본 문서에서 보존된 문서. 2023년 1월 7일에 확인함.
3. ↑  “Network offers free press for Chinese in US”. 《The Christian Science Monitor》. 2004년 4월 8일. 2013년 4월 25일에 원본 문서에서 보존된 문서. 2020년 5월 25일에 확인함.
4. ↑  Chen, Kathy (2007년 11월 15일). “Chinese Dissidents Take On Beijing Via Media Empire”. 《The Wall Street Journal》. 2017년 8월 9일에 원본 문서에서 보존된 문서. 2007년 11월 17일에 확인함.
5. ↑  “NTD - YouTube”. 《www.youtube.com》. 2022년 5월 22일에 원본 문서에서 보존된 문서. 2022년 5월 22일에 확인함.
6. ↑  “Canada Has Starring Role In Steve Bannon's Film About Huawei”. 《HuffPost Canada》 (영어). 2019년 8월 28일. 2020년 2월 23일에 원본 문서에서 보존된 문서. 2020년 2월 23일에 확인함.
7. ↑  “Canadian film company alleges interference by Ottawa after CMF pulls funding on Huawei docudrama with ties to Stephen Bannon”. 2019년 9월 16일에 원본 문서에서 보존된 문서. 2020년 2월 23일에 확인함.
8. ↑  Roose, Kevin (2020년 10월 24일). “How The Epoch Times Created a Giant Influence Machine”. 《The New York Times》 (미국 영어). ISSN 0362-4331. 2021년 4월 5일에 원본 문서에서 보존된 문서. 2023년 1월 7일에 확인함.